# Галеева, Эльмира Вильевна
Эльмира Вилевна Галеева (28 ноября 1962, Казань) — российская певица, автор песен. Лауреат Грушинского фестиваля. Автор более 200 песен.

## Биография
Родилась в 1962 году в Казани в татарской семье. Училась в Казанском филиале Московского Энергетического Института, окончила МЭИ как инженер-промтеплоэнергетик (1985) и десять лет проработала по специальности на КамАЗе. Сейчас — руководитель организации и интернет-магазина. Песни пишет с 1984 года, в основном на стихи поэтов Серебряного века. С 1992 года выступает с концертами, сотрудничает с театром Елены Камбуровой.
С 2005 года, объединившись с Еленой Фроловой и Юлией Зиганшиной, входит в состав трио «Трилогия».

## Дискография
- 1993 — «Живущая на сквозняке»
- 1995 — «Воспоминание…»
- 1995 — «Нежность»[4]
- 1998 — «Ночной разговор»
- 2005 — «Предчувствие»
- 2006 — «Трилогия» (с Еленой Фроловой и Юлией Зиганшиной)
- 2008 — «Признание»
- 2008 — «Розмарин, шалфей, зверобой» (с Еленой Фроловой и Юлией Зиганшиной)
- 2012 — «Пятое время года»

## Фильмография
- 2006 — Соловей — аранжировка, исполнение
- 2007 — Заяц-Слуга — озвучивание[5]